# باغ‌قیصر
باغ‌قیصر، روستایی از توابع بخش سردشت شهرستان دزفول در استان خوزستان ایران است. در هفده ربیع الاول ۱۲۲۱ قمری (چهارده خرداد ۱۱۸۵ خورشیدی .، چهار جون ۱۸۰۶ میلادی ) توسط قیصر جمشیدی فرزند جمشید از طایفه بساک میوند ایل بختیاری که زندگی عشایری داشتند خریداری گردید
و به عنوان بارانداز ایل قرار گرفت(بنه قیصر) و در این محل باکاشت درختان میوه و انگور  باغی را ایجاد نمود که معروف به باغ قیصر شد اسناد مالکیت آن موجود می باشد.در این محل آسیابی نیز وجود داشته است و بازاری در این نزدیکی بوده که به آن وازارگه می گفته اند .

## جمعیت
این روستا در دهستان سردشت قرار دارد و براساس سرشماری مرکز آمار ایران در سال ۱۳۸۵، جمعیت آن زیر سه خانوار بوده‌است.